# Cerbu, Alba
Cerbu este un sat în comuna Bucium din județul Alba, Transilvania, România.